# أزمة الأرض (فرقة موسيقية)
أزمة الأرض (بالإنجليزية: Earth Crisis) هي فرقة هاردكور ميتال أمريكية من سيراكوز، نيويورك، نشطت من عام 1989 حتى عام 2001، وأعيد توحيدها في عام 2007. منذ عام 1993، تضم قائمة الأعضاء الأقدم في الفرقة المغني كارل بوتشنر، وعازف الجيتار الرئيسي سكوت كروس، وعازف الجيتار إيان إدواردز، وعازف الطبول دينيس ميريك. انضم عازف الجيتار الإيقاعي الثالث والحالي إريك إدواردز إلى الفرقة في عام 1998.
أصدرت الفرقة ثمانية ألبومات استوديو كاملة الطول وأربعة أسطوانات استوديو قصيرة، من بين إصدارات أخرى. تشتهر الفرقة بدعم حقوق الحيوان، والترويج لأسلوب حياة مستقيم ونباتي، ومعالجة المزيد من القضايا الاجتماعية والسياسية. تعتبر أزمة الأرض بمثابة مطور ومؤثر أساسي لكل من نوع ميتال كور وحركة ستريت إيدج النباتية. منح توم كونيك من مجلة موسيقى إكسبرس جديدة لقب "أفضل موسيقى نباتية متشددة" لأغنية أزمة الأرض.

## التاريخ

### المسيرة المهنية الأولية (1989–1995)
تأسست الفرقة في الأصل عام 1989، بعد أن اقترح عازف الجيتار كارل بوتشنر الفكرة على صديقه دي جي روز، الذي كان يعرفه لأنهما كانا يتزلجان معًا. أصبح روز المغني وانضم إليهم جيسي باكلي على الطبول وجون موسمان على الجيتار. تأسست في الجزء الأخير من عصر ازدهار طاقم الشباب، حيث تفككت العديد من المجموعات وتوقف أعضاؤها عن كونهم متشددين، أرادوا "الحفاظ على هذا الشعلة مشتعلة"، كما قال بوتشنر. دفعنا شعورنا بخيبة الأمل تجاه تلك الفرق إلى الترويج لفرقة ستريت إيدج باعتبارها التزامًا مدى الحياة بعدم لمس قطرة سم. أردنا أن يعلم الناس أنهم يستطيعون الثقة بنا. أطلق روز على الفرقة اسمًا تيمنًا بألبوم عام 1984 الذي يحمل الاسم نفسه لفرقة الريغي البريطانية ستيل بالس، لأن غلافه صوّر العديد من القضايا التي "كانوا سيقفون ضدها"، مثل الأطفال الأفارقة الجائعين، وكتلتي الحرب الباردة، وأعضاء كو كلوكس كلان.
كان تشكيلها الأولي قصير الأجل؛ حيث كان لديهم تدريبان أو ثلاثة ولعبوا عرضًا في يوتيكا، نيويورك. بعد هذا الأداء، قررت روز ترك المجموعة لقضاء المزيد من الوقت في حجز العروض. واصل بوتشنر التأليف وشكل تشكيلة جديدة للفرقة في عام 1991، بعد حضور عرض للتزلج على الألواح حيث التقى بأعضاء فرقة فريمدوم الموسيقية النباتية. انتقل إلى الغناء الرئيسي في هذه العملية وانضم إليه أربعة من الأعضاء الخمسة في فريمورك: عازف الجيتار سكوت كروس، وعازف الجيتار إيان "بول دوج" إدواردز، وعازف الجيتار بن ريد، وعازف الطبول مايكل ريكاردي، والذين شاركوا جميعًا في أزمة الأرض كمشروع جانبي. ظهرت كل من أزمة الأرض وفريمورك في عام 1992 في مجموعة أشرطة الفنانين المتنوعة ستركتشر هاردكور كومبيليشن، والتي أصدرها أعضاء تشوكهولد. كان ألبوم أزمة الأرض إي بيه المكون من أربع أغنيات أول آوت وور بمثابة أول إصدار لهم في وقت لاحق من عام 1992، وبعد فترة وجيزة أصبحت الفرقة ذات أولوية أولى.
في صيف عام 1993، في بداية جولة أول آوت وور، سجلت أزمة الأرض إي بيه فايرستورم في استوديو بيل كوريكي في كليفلاند وأصدرتها من خلال فيكتوري ريكوردز. بالنسبة لهذا الألبوم، تم استبدال ريكاردي بدينيس ميريك. في وقت لاحق، تم استبدال بن ريد بكريس ويتشمان.
تم إصدار ألبومهم الأول الكامل ديستروي ذا ماشينز في عام 1995، والذي أصبح في نهاية المطاف الألبوم الأكثر مبيعًا في تاريخ فيكتوري ريكوردز. وفي وقت لاحق من هذا العام، تعرضت حافلة الفرقة السياحية لحادث أدى إلى إصابة جميع أعضاء الفرقة، وكان ميريك الأكثر إصابة. خلال فترة تعافيه، بدأ أعضاء الفرقة الآخرون في تشكيل مجموعة باث أوف ريسستنس مع ريكاردي وروز وصديق آخر للبقاء مشغولين.

### السنوات اللاحقة والانفصال: (1996–2001)

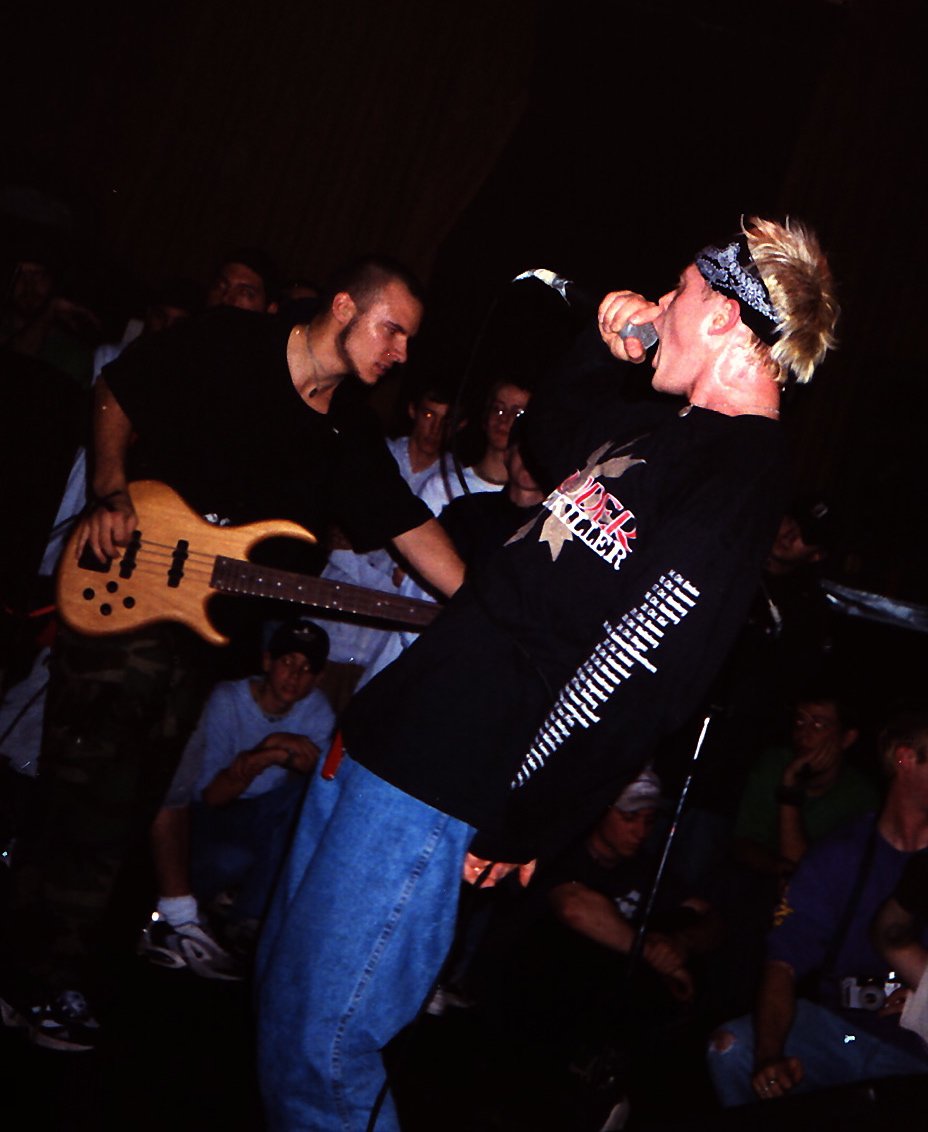
فرقة أزمة الأرض تقدم عرضًا في عام 1996

جلب ألبوم جومورهز سيزن إندز في عام 1996 شكلًا أكثر تعقيدًا وتطورًا من أشكال الميتال كور، وبعد فترة وجيزة، طُلب منهم المشاركة في مهرجان أوزفيست الافتتاحي، بما في ذلك أغنية واحدة لألبومهم المباشر. ازدادت شعبيتهم، مما أدى إلى إبرام صفقة مع شركة تسجيلات رود رنر، وأصدرت الفرقة ألبوم بريد ذا كيلرز في عام 1998، وهو الأول مع عازف الجيتار إريك إدواردز (شقيق عازف الجيتار إيان إدواردز) ليحل محل ويشمان. تم إنتاج الألبوم بواسطة آندي سناب وظهر فيه ضيف الشرف روب فلين، مغني وعازف جيتار فرقة ماشين هيد.
عادت الفرقة لاحقًا إلى فيكتوري ريكوردز، وأصدرت ألبوم سليذر لعام 2000 بعد فترة وجيزة. مع التركيز بشكل أكبر على الإنتاج وتغيير الأسلوب الموجه نحو النيو ميتال، فقد أثار ردود فعل متباينة من النقاد والمعجبين ولكنه كان له انتشار أوسع في الموسيقى السائدة. كان ألبومهم الأخير قبل انفصالهم هو لاست أوف ذا ساين في عام 2001، والذي تضمن نسخًا غلافية لأغاني ذا رولينج ستونز، وسلاير، ولد زبلين، وكريم، وديد كينيديز.
في عام 2001، انحلت فرقة أزمة الأرض بشروط جيدة لأن بعض الأعضاء لم يعد بإمكانهم المشاركة في فرقة سياحية بدوام كامل بسبب حياتهم الشخصية. لقد قدموا العرض النهائي من مسيرتهم المهنية الأولية في هيلفيست في سيراكيوز، نيويورك. بعد تفكك الفرقة في عام 2001، واصل بوكنر وبولدوج وإريك إدواردز تشكيل فرقة فريا، وهي فرقة سميت على اسم إلهة الخصوبة النوردية. وفي هذه الأثناء، انتقل كروس ودينيس ميريك إلى كاليفورنيا وشكلوا مجموعة آيزوليتد.

### الإصلاح (2007–2009)
في 27 يناير 2007، أحيت فرقة إيرث كرايسيس، بعد إعادة توحيدها، حفلاً في مهرجان ميريلاند للميتال والهاردكور. ورغم أن الحفل كان مُخططًا له في الأصل كحفل منفرد، إلا أنه تبعه العديد من الحفلات الأمريكية والأوروبية. تصدرت إيرث كرايسيس مهرجان فايرستورم في أوائل عام 2008، في خضم جولتها الأمريكية.
في 10 سبتمبر 2008، أُعلن أنهم وقعوا صفقة عالمية مع شركة سينتشري ميديا. دخلوا الاستوديو في 16 أكتوبر 2008 لتسجيل تسجيل جديد، وتم تعيين تيو مادسن لخلط المشروع. تم إصدار الألبوم النهائي، إلى الموت، في أوروبا في 20 أبريل 2009 وفي أمريكا الشمالية في 5 مايو 2009.
في أغسطس وسبتمبر 2009، قدمت فرقة أزمة الأرض عروضًا في أمريكا وأوروبا في جولة هيل أون إيرث، إلى جانب العدو اللدود ونييرا وإيقاظ الجثة وحرب العصور ولتكن مشيئتك والحرب من فم عاهرة.

### أحدث الإصدارات: (2010–الآن)
في مارس 2010، أعلنوا أن عازف الطبول آندي هيرلي من فرقة فول آوت بوي وسابقًا عضو فرقة خائن السباق سيعمل كموسيقي متجول لجزء من جولة الفرقة القادمة، حيث لن يكون ميريك متاحًا إلا في تواريخ محددة.
في يوليو 2011، أصدرت فرقة أزمة الأرض ألبومها الاستوديو السابع، تحييد التهديد. تم مزج الألبوم وإتقانه بواسطة زيوس. تم إصدار الأغنيتين "رايز" و"توتال وور"" عبر الإنترنت كإعلان تشويقي للألبوم.
أصدرت فرقة أزمة الأرض ألبومها الاستوديو الثامن خلاص الأبرياء في 4 مارس 2014. تم إنشاء كتاب هزلي من سلسلة ليبراتور الذي نشرته استوديوهات بلاك ماسك بالتعاون مع الفرقة وتم إصداره في وقت واحد مع الألبوم، حيث شارك في الأفكار المفاهيمية والأعمال الفنية المماثلة.

## الأسلوب الموسيقي والتأثيرات
على الرغم من ارتباطها أيديولوجيًا بحركة الحافة المستقيمة، إلا أن التأثيرات الموسيقية الأولية لأزمة الأرض كانت في الغالب من فرق الهاردكور في نيويورك مثل أجنستيك فرونت وكرو-ماغز وسيك أوف إت أول. بعد إصدار أول آوت وور إي بيه، طوروا أسلوبًا تقنيًا وثقيلًا بشكل متزايد، مستشهدين بفرق ديث ميتال مثل نابالم ديث و بولت ثروور و أبيتشواري كمصدر إلهام رئيسي. أصبحت أصوات بوكنر أكثر خشونة مع كل إصدار أيضًا، وبلغت ذروتها في أغنية جومورهز سيزن إندز التي صرخت بصوت عالٍ تمامًا. أشارت مجلة تيروريزر إلى هذا الألبوم بأنه " موسيقى هاردكور ثقيلة تم رفعها إلى مستوى جديد، حيث تم تحقيق كل السواد الذي تم التلميح إليه في فايرستورم بكل مجده الهائل." في هذه الفترة، تم بناء العديد من أغانيهم على إيقاعات طبول ميريك.
عندما سُئل عازف الجيتار سكوت كروس عن الفرق العشرة التي ألهمت أزمة الأرض على مر السنين في مقابلة عام 2016، ذكر دي واي إس وجادج و كوروشن أوف كونفورميتي وأجنستيك فرونت و سلاير وسيبولتورا وميتاليكا وكونفيكشن وزيرو توليرانس وأيرون ميدن.
حافظ ألبومهم الاستوديو الثالث، بريد ذا كيلرز، على العدوانية السابقة وكان غناؤه الهادر "مأخوذًا إلى أقصى حد ممكن"، لكنه اتبع بنية أقرب إلى "موسيقى الهاردكور ما بعد جادج من سجل باث أوف ريسستنس هو ديرز وينز "، وفقًا لشون ماكومبر من ديسيبل. قال دينيس ميريك: "في بريد ذا كيلرز، أعتقد أننا حققنا التمثيل الأكثر صدقًا لصوتنا دون أن يبدو خامًا للغاية أو أنيقًا للغاية". كان ألبومها التالي، سليذر، قد شهد تغييرًا في الأسلوب الذي اتجه نحو موسيقى النيو ميتال. أعلن بوكنر أنه بدلاً من التأثر بأنماط أخرى، قاموا "بإحياء" صوت أول آوت وور بطريقة مناسبة، والتي كانت تحتوي أيضًا على جوقات لحنية وأبيات منطوقة.
وصف بوتشنر ألبومهم الأول بعد لم شملهم، تو ذا ديث، بأنه "مزيج بين ديسترويينغ ذا ماشينز وبريد ذا كيلرز". ووفقًا لـ ستيريو كيلر، فقد كان "يمكن القول إنه أثقل عروض الفرقة" ولكن مع "مواد أكثر تقليدية من الآيات/الكورس/الآيات". وقد اتبع ألبوم نيوترايز ذا ثريت مسارًا مشابهًا، ولكن "مع إضافة لمسة من جومورهز سيزن إندز"، على حد قول الفرقة. قال سكوت كروس إنه حاول دائمًا "الحصول على المزيج المثالي من الثقل والصور والقدرة على الاستماع" وأن هذين الألبومين كانا أول من "حقق هذا الهدف". تضمنت أغنية سالفايشن أوف إنوسنتس، بالإضافة إلى ذلك، بعض الغناء النظيف الذي قارنه أحد المراجعين بفرقة كروبار التي تقدم موسيقى السلاد ميتال، بالإضافة إلى "بعض عناصر الميتال كور اللحني" والأغاني الأسرع.
غالبًا ما ترتبط أزمة الأرض بالبانك المتشدد والنوع الفرعي ميتالكور. أنكر كروس هذا الارتباط قائلاً: "كثيرًا ما يُنسب إلينا الفضل في ابتكار موسيقى الميتال كور، لكنني لست متأكدًا من أن هذا عادل. لم نتأثر كثيرًا بموسيقى الهاردكور. كنا نستمد إلهامنا من فرق مثل ألبوم بلايند لفرقة كوروشن أوف كونفورميتي، وبيليفير، وكاركاس، وسلاير. (...) كنا في الواقع نُضيف عناصر الميتال إلى مشهد لم يكن مألوفًا لهم، لذا أعتقد أننا ابتكرنا شيئًا ما." في مقابلة مع ميتال أساولت، أكد كروس أن الفرقة لا تزال متأثرة بموسيقى الهاردكور، مع ذلك "نميل إلى جانب الميتال أكثر من جانب الهاردكور، وخاصةً في السنوات الأخيرة. (...) أعتقد أننا نندمج أكثر مع فرقة مثل كاركاس أكثر من فرق مثل يوث أوف توداي أو جوريلا بيسكيتس أو ما شابه."

## الكلمات والآراء والنشاط
يشير اسم الفرقة، أزمة الأرض، إلى كيفية رؤية أعضائها للحالة الحالية للكوكب، ويسعون في كلمات أغانيهم إلى تقديم حلول لها؛ وهذه الحلول إما "تعليمية" أو تشجع على العمل المباشر. تركز معظم هذه الأفكار على رفض المخدرات الترفيهية، ومنتجات الحيوانات، وتجارب الحيوانات، وإنتاج الثروة الحيوانية الصناعية، وتجارة المخدرات غير المشروعة، وكارثة الأرض الوشيكة الناجمة عن الحروب أو الانهيار البيئي. ومن ناحية أخرى، فهم يروجون للقيم المستقيمة، والنباتية، وتمكين الذات، والمنظمات مثل Earth First! جمعية الحفاظ على سي شيبرد وجبهة تحرير الحيوان. وبحسب تعبير الأكاديمي جوناثان بيسلاك، فإن بعض كلمات أغانيهم "تبدو مثل المقاطع" المأخوذة من "مقالات العمل المباشر" لهذه المؤسسات. تتضمن الموضوعات الأخرى انتقادات ضد تفوق البيض، وخاصة في بريد ذا كيلرز، والحكومات القمعية. سجل سليذر في عام 2000 قضايا أكثر أهمية، مثل الهندسة الوراثية وحقوق التعديل الثاني. ألبوماتهم السابعة والثامنة، نيوترايز ذا ثريت وسالفايشن أوف إنوسنتس، هي ألبومات مفاهيمية مخصصة بالكامل لرجال الأمن الحقيقيين وحقوق الحيوان / مناهضة تشريح الحيوانات على التوالي. تضمنت الألبومات أول آوت وور وجومورهز سيزن إندز و بريد ذا كيلرز مقالات تتعمق في كلمات أغانيهم ومعتقداتهم. وفقًا لعالم الاجتماع روس هاينفلر، جمعت أزمة الأرض بين "التزام طاقم الشباب الصريح بالخط المستقيم والسياسة المباشرة لمانليفينغبانر".
في مقابلة عام 1998 مع شركة رود رانر ريكوردز، وصف كارل بوتشنر فلسفة فرقة "أزمة الأرض": "أريد تلخيصها في مفهوم واحد: المسؤولية الشخصية. احترام الذات، واحترام حياة الأبرياء من حولنا". وأضاف أن "مجرد الامتناع عن المخدرات لا يجعل المرء شخصًا صالحًا، بل يحتاج إلى صفاء ذهنه للمشاركة بفعالية في النضال الدائر من أجل تحرير الأرض والإنسان والحيوان". انفصلت رسالتهم عن مواقف "البوزيكور" في دعوتها إلى العمل المباشر العنيف. ومع ذلك، يعتقدون أنه يجب استخدامه فقط كملاذ أخير: «التدمير والعنف هما آخر ما أرغب في رؤيته، ولكن للأسف، قد يكونان ضروريين أحيانًا. إننا نولي حياة الأبرياء قيمة أكبر بكثير من أي قيمة يمكن أن تُمنح لشخص سادي أو جشع لا يريد تغيير نظامه الربحي»، كما قال بوتشنر.
استشهدت الفرقة بالمؤلفين بيتر سينجر وجون روبينز وهيوي بي نيوتن كمصدر إلهام. في عروضهم الحية، عادة ما يتم توزيع منشورات حول منظمة بيتا وجرينبيس وغيرهما. لقد كانوا داعمين منذ فترة طويلة لمنظمات مثل رابطة الدفاع عن الحيوان، حيث قدموا العديد من الحفلات الموسيقية الخيرية لهم. مع ذلك، فهم ليسوا جزءًا من أيٍّ من هذه المجموعات أو أي حزب سياسي: "نحن ندافع عن قضايا تهمنا، ونغني عن الأحداث السياسية، لكننا لسنا يساريين أو يمينيين. لا نريد التورط في أجندات الآخرين، وهو أمرٌ واردٌ عند الانضمام إلى منظماتٍ معينة."
تم أحيانًا الخلط بين أزمة الأرض والثقافة الفرعية المتشددة، لكنهم ليسوا ضد المثلية الجنسية ويعتقدون أن الإجهاض يجب أن يظل خيارًا في بعض الحالات. كما أنهم لا يملكون أجندة دينية ويعتقدون أن هذا هو في المقام الأول خيار شخصي.

## الإرث
كان لأزمة الأرض تأثيرًا كبيرًا على موسيقى البانك المتشددة ومبادئها. قال ميتال ساكس: "بالنسبة لأي شخص لم يكن في عالم موسيقى الهاردكور آنذاك، من الصعب وصف تأثيرهم أو مدى جدلهم. إما أحببتهم أو كرهتهم لدمجهم بين الميتال والنباتية في عالم موسيقى الهاردكور". صرح عالم الاجتماع روس هاينفلر في كتابه ذا فاينيل فاكتوري أن "أزمة الأرض أصبحت وجهًا للموسيقى الصريحة طوال التسعينيات" من خلال "التقاء نشاط حقوق الحيوان "الراديكالي" وصوت "الميتال كور" الأكثر عدوانية وفرق الهاردكور"، لتصبح "واحدة من أكثر الفرق إثارة للجدل في تاريخ المشهد الموسيقي".
كانت ألبوماتهم فايرستورم و ديستروي ذا ماشينز و جومورهز سيزن إندز مؤثرة بشكل خاص على نوع الميتال كور الناشئ. وفقًا لأندرو أونيل، "ألهمت أزمة الأرض صوتًا معدنيًا ثقيلًا أكثر في موسيقى الهاردكور" و"بدأ التمييز بين النوعين في الانهيار" بعد فترة وجيزة من إصدار هذه التسجيلات.
إلى حد كبير، كانت أزمة الأرض مسؤولة عن صعود النزعة النضالية النباتية في منتصف إلى أواخر التسعينيات، عندما كانت النباتية نادرة الوجود في الثقافة السائدة. قال هاينفلر إنه بينما "دافعت فرق موسيقى الروك الكلاسيكية السابقة عن النباتية – مثل يوث أوف توداي وإنستيد ومانليفينغبانر – فإن فرقة أزمة الأرض جعلت حقوق الحيوان (والحفاظ على البيئة) محورية في المشهد الموسيقي" باعتبارها "فرقة موسيقى روك نباتية كلاسيكية"، "ألهمت آلاف الأطفال للتخلي عن المنتجات الحيوانية تمامًا". كما أنها أفرزت العديد من النشطاء في المشهد الموسيقي لأن رسالتها "أعطت شعورًا بالإلحاح بطريقة لم يسبق لها مثيل"، وفقًا لبيتر دانيال يونغ.
اعتبر البعض بعض أغانيهم بمثابة أناشيد، مثل أغنية "فايرستورم" لفرقة ستريت إيدج وأغنية "ألترا ميليتنس" لفرقة إيكو-تيروريستس. لقد جذبوا أيضًا اهتمامًا إعلاميًا كبيرًا، حيث ظهروا وأجروا معهم مقابلات على شبكات سي إن إن وسي بي إس ونيويورك تايمز، بينما تمت دعوة المغني الرئيسي كارل بوكنر لإلقاء كلمة في الكونجرس حول المراهقين وإدمان المخدرات.

## الأعضاء
| الأعضاء الحاليين - كارل بوتشنر – غناء (1991–2001، 2007–الآن)، باس (1989) - سكوت كراوس – غيتار رئيسي 1991–2001، 2007–الآن - إيان "بولدوغ" إدواردز – غيتار باس 1991–2001، 2007–الآن - دينيس ميريك – طبول 1993–2001، 2007–الآن - إريك إدواردز – غيتار إيقاعي 1998–2001، 2007–الآن | الأعضاء السابقين - دي جي روز – غناء 1989 - جون موسيمان – غيتار 1989 - جيسي باكلي – طبول 1989 - بن ريد – غيتار إيقاعي 1991–1994 - كريس فيخمان – غيتار إيقاعي 1994–1998 - مايكل ريكاردي – طبول 1991–1993 الموسيقيون المتجولون السابقون - جيم وينترز – غيتار إيقاعي 1993–1996 - أندي هيرلي – الطبول (2010) |

الخط الزمني

## ديسكوغرافيا
ألبومات الاستوديو
- تدمير الآلات (1995، تسجيلات النصر)
- جومورهز سيزن إندز (1996، تسجيلات النصر)
- بريد ذا كيلرز (1998، تسجيلات رود رنر)
- سليثر (2000، فيكتوري ريكوردز)
- آخر العقلاء (2001، فيكتوري ريكوردز)
- إلى الموت (2009، شركة سينتشري ميديا ريكوردز)
- تحييد التهديد (2011، شركة سينشري ميديا ريكوردز)
- خلاص الأبرياء (2014، تسجيلات كاندلايت)

أسطوانات الاستوديو القصيرة
- حرب شاملة (1992، سجلات الإدانة)
- فايرستورم (1993، فيكتوري ريكوردز)
- الانضباط (2015، تسجيلات بوليت توث)
- نباتي من أجل الحيوانات (2022، موسيقى فيفونونون)

ألبومات حية وتجميعية
- ذا كاليفورنيا تيك أوفر (1996، فيكتوري ريكوردز)؛ ألبوم مباشر منفصل مع سترايف وسناب كيس
- القسم الذي يبقيني حراً (1998، شركة فيكتوري ريكوردز)؛ ألبوم مباشر
- صحيح إلى الأبد (1991–2001) (2001، فيكتوري ريكوردز)؛ تجميع استعادي
- أول آوت وور / فايرستورم (2007، تسجيلات فيكتوري)؛ مزيج من مسرحيتين مطولتين
- كاليفورنيا ريكيبتيشر (2021، فايفونون ميوزيك)؛ الألبوم الحي الثاني المنفصل مع سترايف وسناب كيس

أغاني فردية
- "الأساس المكسور" (1996، فيكتوري ريكوردز)
- "نيمسيس" (2000، فيكتوري ريكوردز)
- "سليذر" (2000، تسجيلات النصر)
- "قتل خلايا الدماغ" (2000، فيكتوري ريكوردز)
- "مُجبر على القتل" (2009، تسجيلات الخنجر السابع)
- "في بحر من الحجارة" (2011، شركة سينشري ميديا ريكوردز)
- "تحطيم أو تحطيم" (2021، ديسيبل فليكس)

فيديوهات موسيقية
- "الأساس المكسور" (1996)
- "قتل خلايا الدماغ" (2000)
- "استفزاز" (2000)
- "نيمسيس" (2000)
- "إلى الرماد" (2009)
- "الحرب الشاملة" (2011)

## وصلات خارجية
- الموقع الرسمي
- أزمة الأرض (فرقة موسيقية) على أول ميوزيك